# Croix de cimetière de Villeneuve-sur-Auvers
La croix de cimetière de Villeneuve-sur-Auvers est un monument situé à Villeneuve-sur-Auvers, en France.

## Localisation
La croix est située dans le cimetière.

## Historique
La croix est inscrite comme monument historique depuis le 10 février 1948.

## Description

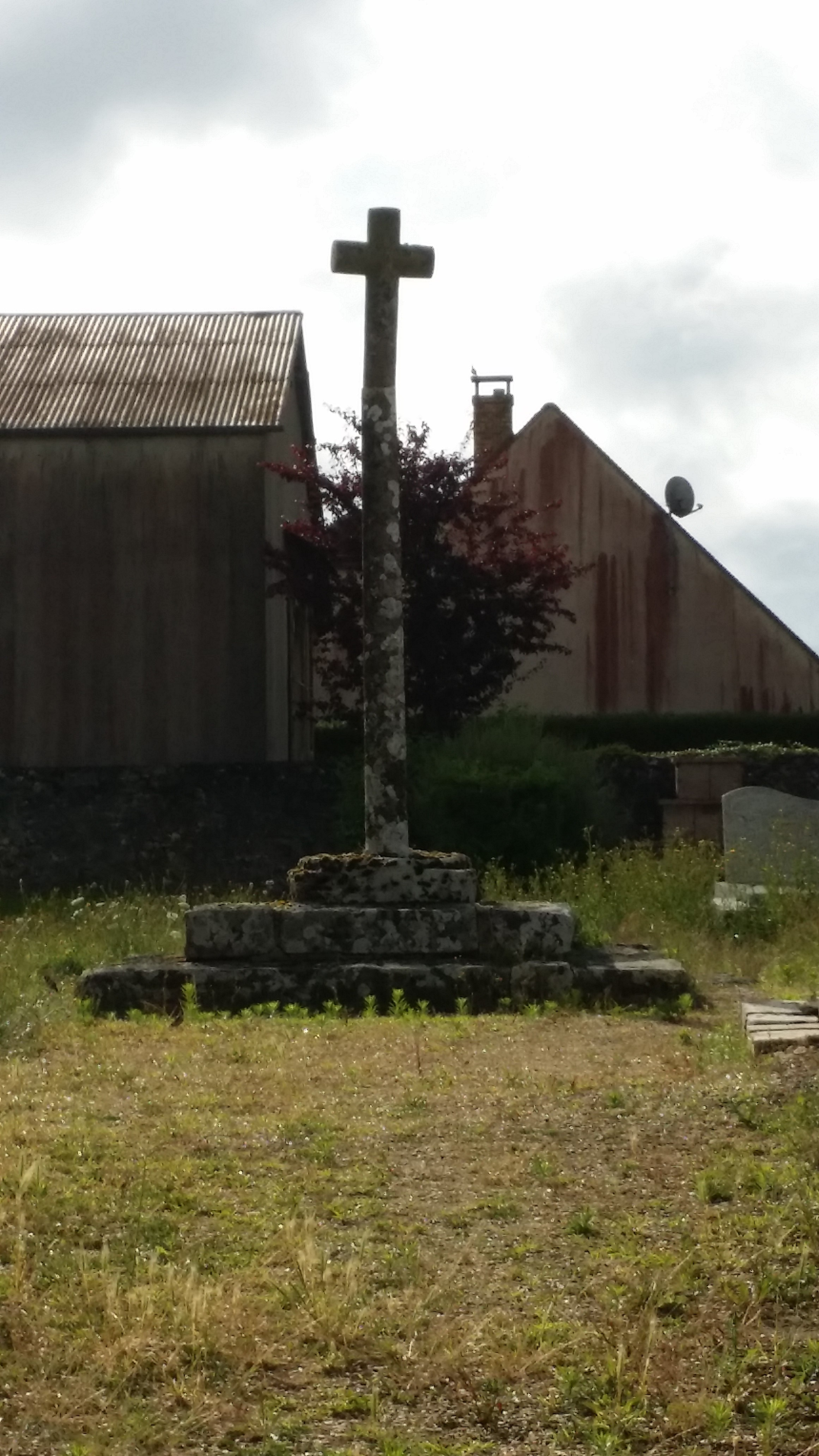